# Giovanni Garzia Millini

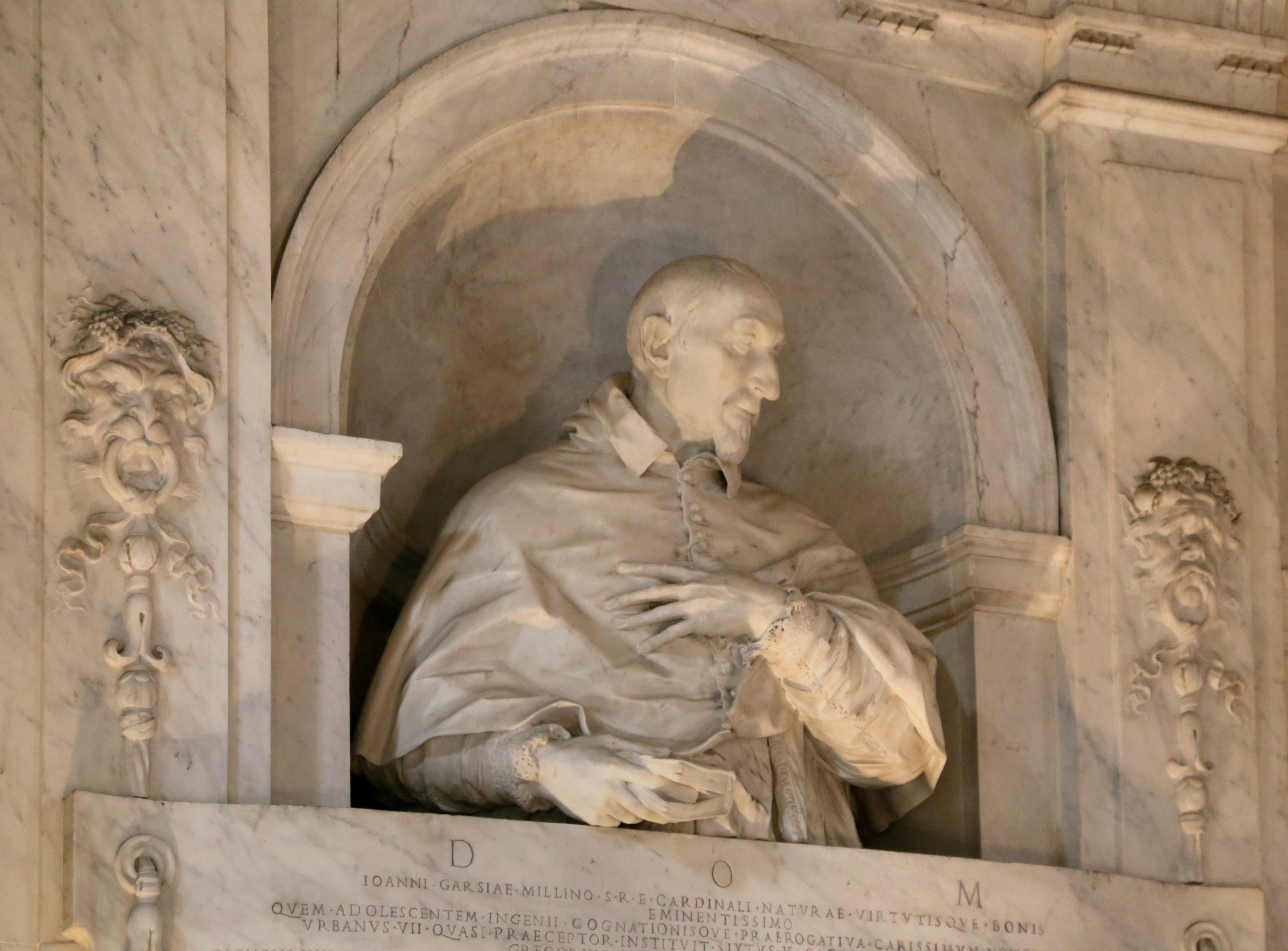
Kardinal Giovanni Garzia Mellini (Grabdenkmal von Alessandro Algardi, 1637/38)

Giovanni Garzia Millini, auch Mellini (* 1562 in Florenz; † 2. Oktober 1629 in Rom), war ein italienischer Geistlicher, Bischof und Kardinal der Römischen Kirche.

## Leben
Giovanni Garzia Millini entstammte einer römischen Adelsfamilie, er war der Sohn des Mario Millini und dessen Ehefrau Ortensia Jacovacci. Die Familie lebte in Florenz im Exil. Sein Vorname wird auch als Giangarzia wiedergegeben, als weitere Namen werden Garzia Millini und Garsia Mellini genannt. Seine Mutter war eine Schwester des Kardinals Giambattista Castagna, später Papst Urban VII. Andere Kardinäle aus derselben Familie waren Giovanni Battista Mellini, Savo Millini und Mario Millini.
Seine Erziehung erfuhr er durch seinen Onkel, den Kardinal, und studierte die Rechte. Unter dem Pontifikat von Sixtus V. wurde Giovanni Garzia Millini Konsistorialadvokat. Er war ab dem 1. Februar 1591 Auditor der Römischen Rota. Unter dem Pontifikat von Clemens VIII. begleitete er den Kardinal Enrico Caetani, als dieser Legat in Polen war. Später begleitete er Kardinal Pietro Aldobrandini nach Frankreich, um dort die Hochzeit von König Heinrich IV. mit Caterina de’ Medici zu verhandeln.
Giovanni Garzia Millini wurde am 1. Juni 1605 zum Titularerzbischof von Colossae ernannt. Die Bischofsweihe spendete ihm am 12. Juni desselben Jahres in der Sixtinischen Kapelle Kardinal Ludovico de Torres, Erzbischof von Monreale; Mitkonsekratoren waren Valeriano Muti, Bischof von Città di Castello, und Gaspare Paluzzi degli Albertoni, Bischof von Sant’Angelo dei Lombardi und Bisaccia. Vom 20. Juni 1605 bis zum 22. Mai 1607 war Giovanni Garzia Millini Nuntius in Spanien.
Papst Paul V. kreierte ihn im Konsistorium vom 11. September 1606 zum Kardinal. Am 7. Februar 1607 wurde Giovanni Garzia Millini zum Bischof von Imola ernannt, am 7. Januar des folgenden Jahres erhielt er den Kardinalshut und wurde als Kardinalpriester der Titelkirche Santi Quattro Coronati installiert. Er wurde am 5. Mai 1608 legatus a latere mit dem Auftrag, eine Versöhnung zwischen Kaiser Rudolf II. und dessen Bruder, Erzherzog Matthias von Österreich herbeizuführen. Von 1610 bis 1629 war Giovanni Garzia Millini Generalvikar von Rom, 1611 trat er vom Bischofsamt in Imola zurück. Er war von 1616 bis 1629 Sekretär der Kongregation der römischen und allgemeinen Inquisition.
Giovanni Garzia Millini nahm am Konklave 1621 teil, das Gregor XV. zum Papst wählte. Ferner war er Teilnehmer am Konklave 1623 mit der Wahl von Papst Urban VIII. Während des Konklaves galt er selbst eine Zeitlang als aussichtsreicher Kandidat, bei einer Abstimmung vereinigte er 22 Stimmen auf sich, am 22. Juli 1623 erhielt er sogar 26 Stimmen von den 52 anwesenden Kardinälen und verfehlte damit das Papstamt um nur eine Stimme. Dem neugewählten Papst, zuvor Kardinal Maffeo Barberini, folgte er am 6. August 1623 als Kämmerer des Heiligen Kardinalskollegiums nach. Am 15. Januar 1624 wiedergewählt, hatte er diese Position bis zum 13. Januar 1625 inne. Von 1623 bis 1626 war Giovanni Garzia Millini Präfekt der Indexkongregation. Er wechselte am 14. April 1627 zur Titelkirche San Lorenzo in Lucina und war zudem Erzpriester von Santa Maria Maggiore sowie Kardinalprotopriester. Präfekt der Kongregation für die kirchliche Immunität war er vom 1. August 1629 bis zum 1. Oktober 1629. Er optierte am 20. August 1629 zum Kardinalbischof und für das suburbikarische Bistum Frascati.
Giovanni Garzia Millini starb am Morgen des 2. Oktober 1629 und wurde in der Kirche Santa Maria del Popolo beigesetzt.